# Andreu Missé
Andreu Missé Ferrán (Barcelona, 1947) es un periodista español.

## Biografía
Licenciado en Derecho por la Universidad de Barcelona, es director de la revista Alternativas Económicas. En 1976 inició su carrera profesional como periodista en las revistas Reporter y Primera Plana. En 1978 participó en la fundación de El Periódico de Catalunya y en 1982 formó parte del grupo de profesionales que constituyeron la redacción del diario El País en su edición de Barcelona. En él trabajó durante treinta años en los cuales fue redactor jefe de economía en la edición nacional, subdirector en la edición catalana y jefe de la delegación en Bruselas del mismo.
Es coautor, junto con Josep Borrell, del libro La crisis del euro. De Atenas a Madrid (2011). También ha publicado La gran estafa de las preferentes: abusos e impunidad de la banca durante la crisis financiera en España (2016), un libro acerca de las malas prácticas bancarias durante la crisis económica española.

## Premios
En 2009 recibió el Premio Salvador de Madariaga de la  Asociación de Periodistas Europeos por sus crónicas periodísticas desde Bruselas. Anteriormente había sido galardonado con el premio ESADE de información económica y el premio Joan Sardà Dexeus, del Colegio de Economistas de Cataluña (1997). En marzo de 2015 ganó el Premio Internacional de Periodismo Manuel Vázquez Montalbán, en la categoría de Periodismo cultural y político.